# Innocence (pel·lícula de 2004)
Innocence és una pel·lícula experimental Coming-of-age de drama psicològic francesa escrita i dirigida per  Lucile Hadžihalilović el 2004 en el seu debut com a directora de llargmetratges, inspirada en la novel·la de 1903 Mine-Haha de Frank Wedekind, i protagonitzada per Marion Cotillard. La pel·lícula segueix un any de la vida de les noies al tercer dormitori d'un internat aïllat, on arriben nous estudiants en taüts.
La pel·lícula és una coproducció entre França, el Regne Unit i Bèlgica i es va estrenar mundialment al Festival Internacional de Cinema de Toronto el 10 de setembre de 2004. Es va estrenar a França el 20 de gener de 2005 i al Regne Unit el 30 de setembre de 2005.

## Argument
Iris, de sis anys, arriba dins d'un taüt situat a la zona comuna d'un dormitori, on es troba amb una calidesa i curiositat generals per les altres sis noies que viuen a la casa. Després de vestir-la amb un uniforme a joc i de raspallar-se i trenar-li els cabells, totes les noies intercanvien cintes per als cabells: cada noia rep les cintes de la noia un any per sobre d'ella, i el color marca la seva edat i any a l'escola. Iris, la nova "llaç vermella" més jove, malauradament excita la ira de la Selma, de set anys, l'antiga cinta vermella i ara taronja, que es queixa de l'absència de l'antiga Natashka, la més gran que havia estat la seva amiga. El nou llaç violeta, la Bianca de dotze anys, porta l'Iris sota la seva ala. Al principi, l'Iris té nostalgia i vol retrobar-se amb el seu germà, però la Bianca li diu que no hi ha cap possibilitat: no s'admeten a l'escola. Totes les noies de l'escola van a nedar al llac, i l'Iris fa amistat ràpidament amb Laura, el llaç vermell d'una altra casa. Aquella nit, per a la consternació de l'Iris, la Bianca marxa amb un misteriós encàrrec autoritzat que no pot parlar. L'endemà, l'Iris té un dia de rutina a l'escola: classes de ball, temps a l'aula amb animals i recreació. Les classes de l'escola estan dirigides per dues dones joves: la senyoreta Edith, que camina amb un bastó i dóna classes, i la senyoreta Eva, que ensenya dansa. Cada casa és atesa per una serventa gran; les noies xiuxiuegen que totes les empleades són noies que van intentar escapar de l'escola emmurallada en la seva joventut i van ser pressionades al servei permanent com a càstig.
Una nit, l'Iris segueix la Bianca en secret, però perd la pista de la noia gran quan arriba a l'edifici principal. Ella explora, però només ensopega amb més del que no entén: un home fosc preparant una injecció per a una noia fosca (possiblement Bianca). Ella fuig, i es perd al bosc durant la nit. Després d'un període d'animositat ardent, la Selma fa propostes per fer-se amiga de l'Iris, però després la colpeja amb un interruptor quan Iris li pregunta sobre les sortides nocturnes de la Bianca. La Selma també utilitza la punta del dit, tocant la ferida de l'Iris, per tastar amb prudència la sang de l'Iris. A mesura que passa el temps, la Laura, a diferència de l'Iris, és morbosa i incapaç d'adaptar-se a la vida a l'escola. Amb l'ajuda de l'Iris, i una promesa de secret, roba un vaixell de rems en un intent d'escapar, però s'ofega quan el vaixell comença a fer aigues i el temps empitjora. Una Iris angoixada li diu a Bianca el que ha fet la Laura. L'escola fa un funeral, on el taüt de Laura és cremat en una pira.
Quan arriba l'hivern, l'atenció es desplaça cap a l'Alice, de deu anys, el llaç blau de cinquè, que té gana de sortir de l'escola i veure el món exterior. Ha dipositat les seves esperances en guanyar la inspecció anual dels llaços blaus, on la misteriosa directora arriba de lluny i, després de veure'ls ballar, tria una noia de la classe per sortir aviat de l'escola amb ella per un motiu desconegut. Tot i que l'Edith adverteix que no hauria de créixer les seves esperances, l'Alice ha estat anticipant aquest moment, i la seva pròpia victòria de l'honor de marxar. Tot i que el concurs està tancat, s'escull una altra noia. Histèrica, l'Alice s'ensorra als peus de la directora. Convalesceix, però no és la mateixa que abans: no parla i mira sense rumb i perpètuament a l'espai. Finalment, corre cap al bosc que envolta els edificis de l'escola i s'enfila per sobre del mur de pedra que envolta l'escola. Mentre la veiem fugir al bosc nevat més enllà, camuflada pel seu uniforme blanc, sentim el so de trets llunyans i lladruc de gossos. Més tard, mentre l'Eva mira pensativa per una finestra, l'Edith li informa que no es pot trobar l'Alice; aleshores informa a les altres noies que l'Alícia ha estat molt dolenta i que no se'n tornarà a veure ni parlar.
Després de la fugida d'Alice (i la possible mort), el focus es centra en Bianca. A les cintes violetes s'expliquen els canvis corporals que experimentaran aviat, i la Bianca es posa pensativa. Per primera vegada, porta en el seu viatge nocturn la Nadja, la noia de la cinta blau fosc un any més jove que ella. Juntes, van a l'edifici principal de l'escola i entren en un passatge secret darrere del rellotge de l'avi. Allà, les noies es posen disfresses de papallona i es preparen: cada nit fan un recital de ball per a un públic misteriós. La nit següent, la Nadja trontolla, però un home del públic crida a Bianca, dient-li que és la més bella, i li llança una rosa. Després de l'espectacle, Bianca i una altra noia exploren el teatre buit. Troben un guant de teatre d'homes abandonat i es troben amb un dels criats que compta els rebuts de l'actuació; així, segons informen les noies, és com l'escola guanya els seus diners. La Bianca guarda la rosa i el guant com un tresor, i fantaseja amb el tacte del guant, però finalment els llança a tots dos a l'aigua del llac. L'Iris i la Bianca passen el matí juntes amb el que la Bianca explica que serà el seu últim dia a l'escola. Després d'un adéu formal i plorós, cedeix els seus deures a la Nadja. La Bianca i els altres llaços violetes posen les seves cintes en una caixa i acompanyen l'Eva i l'Edith més al passadís darrere del rellotge que mai abans. Allà, pugen a un tren del metro i surten de l'escola. Eva fuma una cigarreta. De tornada a la casa, una nova noia emergeix del seu taüt, per ser rebuda per l'Iris, la Selma i els altres. El tren arriba a una gran i moderna plaça, i l'Eva i l'Edith deixen les noies. La Bianca i les altres noies de seguida comencen a jugar a les fonts properes. Un grup de nois adolescents propers perden la pilota a la font i un s'endinsa darrere d'ella. Tot i que està enfosquit per l'exposició de la font, fascina a Bianca. Ella li esquitxa aigua de manera juganera, i ell esquitxa enrere. La pel·lícula acaba com va començar, amb un cop d'aigua corrent.

## Repartiment
- Zoe Auclair com Iris
- Bérangère Haubruge com a Bianca
- Lea Bridaroslli com Alice
- Marion Cotillard com a Mademoiselle Eva
- Helena de Fougerolles com a Mademoiselle Edith
- Alison Lalieux com a Selma
- Astrid Homme com a Rose
- Ana Palomo-Diaz com a Nadja
- Olga Peytavi-Müller com a Laura
- Josephine Van Wambeke com a Vera
- Corinne Marchand com a directora
- Sonia Petrovna com a ajudant

## Producció
La pel·lícula va ser produïda per Love Streams Productions. Igual que la seva coproducció anterior Seul contr etous, va ser finançada parcialment per agnès b.

## Temes
En els "extres" del llançament del DVD, el director relata que els nens que juguen sense vigilància a la natura (el bosc, l'estany) són un entorn "alliberador" per a ells, un entorn "no controlat" per explorar. L'aigua és molt important, ja que és un mitjà molt visible en les seves múltiples formes (incloent-hi dins o des de sota d'una superfície), i és necessària, sensual i agradable, però també perillosa (l'ofegament), i evoca moltes emocions. L'aigua corrent també pot simbolitzar el pas del temps. La dinàmica dels nens relacionats amb els adults, sense subestimar-los ni les seves accions, tot i veure'ls com a models a seguir, és una altra dicotomia que el director ha volgut destacar. L'ambigüitat i la qualitat "de somni" també són elements importants de la pel·lícula. Afirma que van millorar o "ajustar" digitalment els colors de la pel·lícula a tons "no realistes", per aconseguir efectes d'estat d'ànim i il·luminació, especialment els plans de dia per nit. La directora diu que no li interessa explicar-ne el significat: "... el que m'agrada del cinema s'està perdent. M'agraden les pel·lícules que no entenc del tot, així que es queden amb mi més temps després que s'han acabat" i "Crec que tothom pot trobar les seves pròpies històries a la pel·lícula."

## Recepció
Al lloc web de l'agregador de ressenyes Rotten Tomatoes, la pel·lícula té una puntuació d'aprovació del 71% basada en 21 ressenyes, amb una puntuació mitjana de 6,8/10. El consens del lloc web diu: "Preciosa, inescrutable i en general inquietant, Innocència pot fer que els espectadors es preguntin què acaben de veure, però sens dubte serà difícil d'oblidar". Metacritic, que utilitza una mitjana ponderada, va assignar a la pel·lícula una puntuació de 78 sobre 100, basada en 13 crítics, indicant "crítiques generalment favorables". AlloCiné, una enquesta mitjana de 5 pel·lícules de cinema francès, va donar una puntuació de 3.2 a un lloc de cinema francès.